# Aspiolucius esocinus
Genre
Espèce
Synonymes
- Aspius esocinus Kessler, 1874

Statut de conservation UICN

 EN  : En danger
Aspiolucius esocinus, unique représentant du genre Aspiolucius, est une espèce de cypriniformes de la famillee des Cyprinidae.

## Appellations

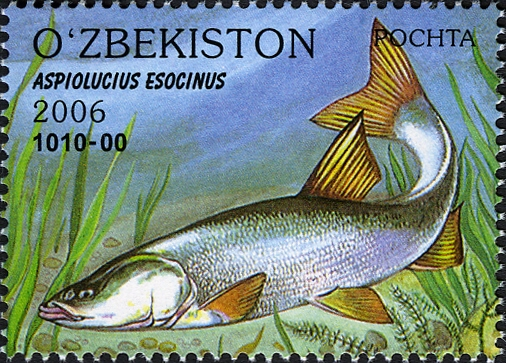
Timbre postal ouzbèke de 2006 montrant Aspiolucius esocinus.

Aspiolucius esocinus n'a pas de nom vernaculaire en français, mais en a dans une dizaine de langues. En anglais, il est appelé Asp-pike ou Pike asp, en danois, Geddeasp, en tchèque, Bolen štičí, et Usbeki haugtõugjas en estonien. Dans les langues slaves et d'Asie centrale, il est appelé Lysach en russe (Лысач), ou Shchukovidnyy zherekh (Щуковидный жерех) ou encore Sheresper (Шереспер) comme les autres aspes, Lysacz en polonais, Kashka (Кашка) en kirghize et Ak-chebak (ак-чебак) ou Ak-marka (ак-марка) en ouzbek,.

## Habitat et distribution
L'espèce vit en Asie centrale, près ou dans le bassin de la mer d'Aral. On pouvait aussi la retrouver dans l'Amou-Daria et le Syr-Daria, mais pas plus loin.
Elle préfère les grands cours d'eau boueux et se retrouve donc peu dans les lacs et réservoirs de faible débit.

## Morphologie et physiologie

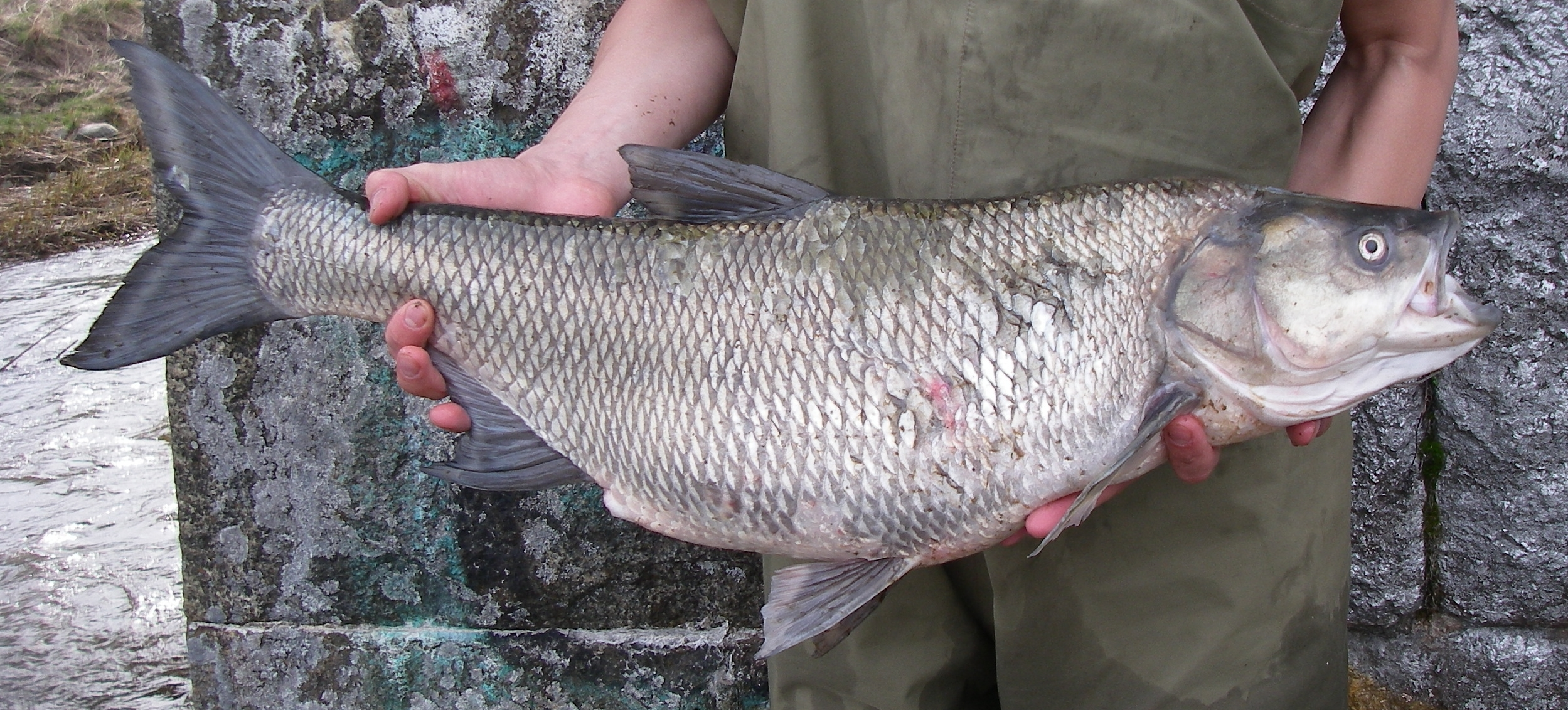
Aspe en Suède.

L'espèce présente beaucoup de ressemblances avec l'Aspe avec son corps très long et à la tête légèrement aplatie ; les deux espèces ont longtemps été appelées par le même nom. Ses petits yeux et sa tête aplatie lui ont valu le surnom russe de Lysach qui signifie chauve.
Comme l'Aspe, il n'a pas de dents ni d'estomac. Les jeunes d'un an mesurent entre 15 et 20 cm, tandis que ceux de trois ans peuvent mesurer jusqu'à 40 cm. L'adulte peut quant à lui atteindre les 50 cm.

## Alimentation
Aspiolucius esocinus est carnivore et se nourrit de petits poissons. Sa bouche a une sorte de hameçon qui permet de bien retenir les proies. L'espèce rapidement à une alimentation prédatrice, et les jeunes d'un an ne nourrisse quasiment que de petits poissons.

## Déclin et conservation
Le déclin de ce type d'aspe est principalement dû à la clarification des eaux et à la baisse de leur niveau. La récession de la mer d'Aral qui a engendrée la baisse du nombre d'individus est grandement due à la consommation de l'eau pour l'irrigation des terres avoisinantes.
En 2020, l'espèce faisait partie de la liste rouge de l'UICN, et était en statut d'en danger.